# Richard Cassels

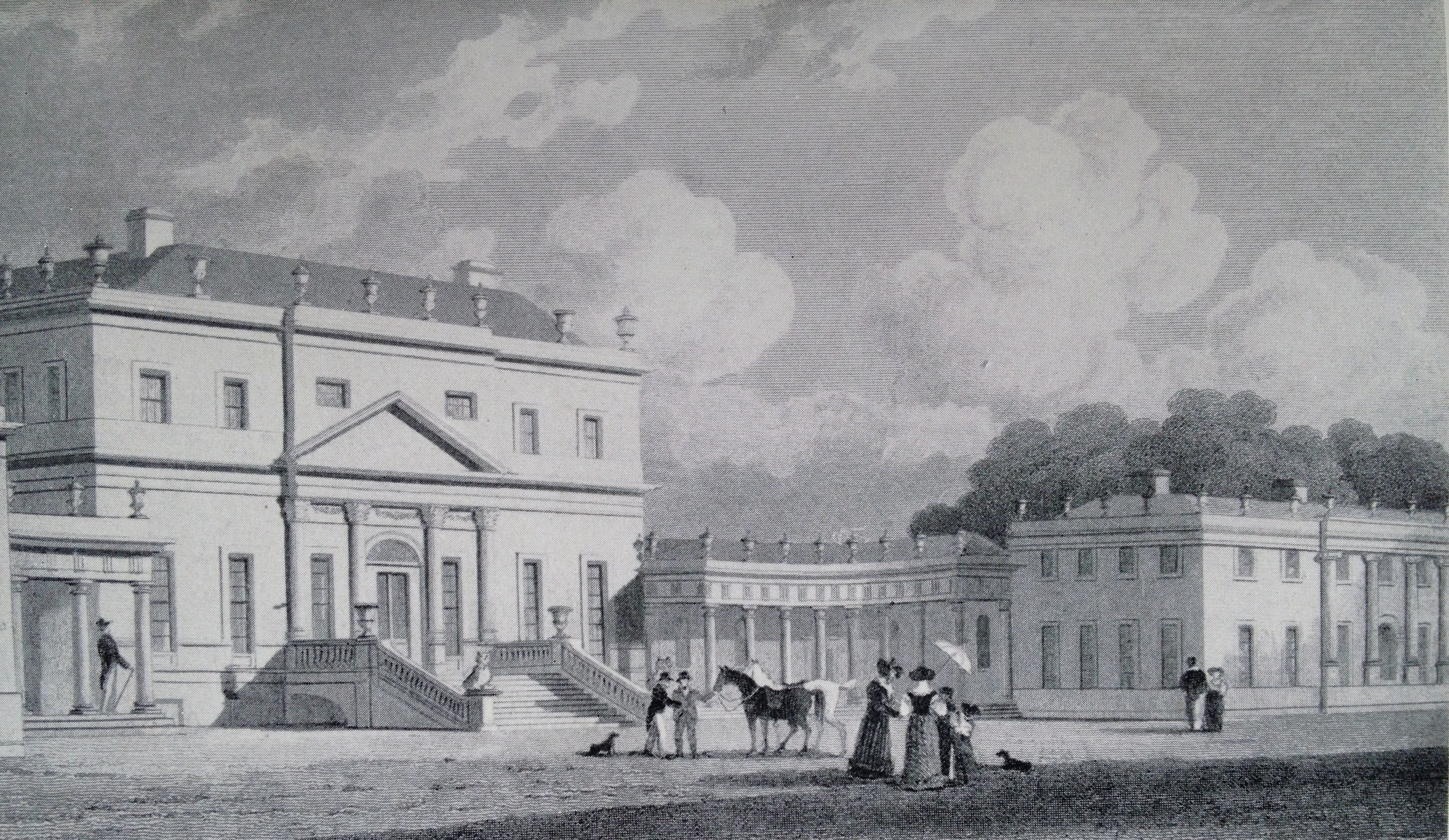
Russborough House bei Blessington (Irland)

Richard Cassels (* 1690 in Kassel, Deutschland; † 1751 in Kildare, Irland), in Irland auch unter dem Namen Richard Castle bekannt, war ein in Irland tätiger Architekt und gilt als einer der bedeutendsten Architekten des irischen Palladianismus im 18. Jahrhundert.

## Leben und Wirken
Zu Cassels Bauwerken gehören der dorische Tempel im Trinity College Dublin, das Rotunda Hospital in Dublin, Leinster House in Dublin, Conolly’s Folly, Powerscourt House bei Enniskerry, Russborough House bei Blessington und Westport House in Westport.